# Виноградов, Георгий Владимирович
Георгий Владимирович Виноградов (1910—1988) — советский учёный, доктор химических наук, профессор, заведующий лабораторией Института нефтехимического синтеза им. А. В. Топчиева АН СССР, заслуженный деятель науки и техники РСФСР (1972).

## Биография
Родился 27 января 1910 г. в Москве. Отец — Владимир Никитич Виноградов (1882—1964) — медик, терапевт-клиницист, академик Академии медицинских наук СССР (1944). Брат — Владимир Владимирович Виноградов (1920—1986), хирург, доктор медицинских наук, профессор, заведующий кафедрой Университета дружбы народов им. П. Лумумбы, научный руководитель Центральной больницы Минздрава РСФСР, заслуженный деятель науки РСФСР.
Окончил химический факультет Московского высшего технического училища им. Н. Э. Баумана (1931).
В 1932 г. призван в РККА и направлен на работу преподавателем в Академию химической защиты. С 1941 г., после защиты кандидатской диссертации, — в Академии бронетанковых войск, начальник кафедры. Участник войны.
В 1948 г. откомандирован в докторантуру Института нефти, впоследствии преобразованного в Институт нефтехимического синтеза (ИНХС) АН СССР, где в 1951 г. защитил докторскую диссертацию на тему «Исследование в области реологии консистентных смазок». В 1952 г. присвоено звание профессора.
В 1960 г. уволился в запас в звании полковника и продолжил работу в ИНХС, где в 1963 г. организовал и возглавил лабораторию реологии полимеров, которой руководил до 1986 г., когда из-за тяжелой болезни был вынужден уйти на пенсию.
Умер 28 апреля 1988 г. Похоронен на Новодевичьем кладбище.

## Научная деятельность
Создатель советской школы реологии. Выполнил измерения консистентных смазок и дал детальное структурное объяснение полной реологической кривой этих материалов, включая область пластического течения при сверхнизких скоростях деформирования. Получил результаты для области скоростей сдвига порядка 10−6—10−8 с−1 , дал точное определение предела текучести данных систем. Обнаружил эффект сверханомалии вязкости при переходе к пределу текучести.
Член Реологического общества Франции (1966) и Британского реологического общества (1969). Заслуженный деятель науки и техники РСФСР (1972).
Ученики в области реологии смазок, ставшие докторами наук: В. П. Павлов, К. И. Климов, В. В. Синицын, А. А. Мамаков, Ю. Ф. Дейнега.

### Научные труды
- Атлас номограмм по физической химии. — Москва ; Ленинград : Гостехиздат, 1940 (Ленинград). — 204 отд. л. номогр. : номогр., черт.; 44 см + 144 с. отд. сброшир. текста с черт., 8 с. отд. сброшир. «Примечания …» 29 см.
- Реология полимеров [Текст] / Г. В. Виноградов, А. Я. Малкин. — Москва : Химия, 1977. — 438 с. : ил.; 22 см.
- Реологические основы переработки эластомеров / Е. Г. Вострокнутов, Г. В. Виноградов. — М. : Химия, 1988. — 227,[1] с. : ил.; 21 см; ISBN 5-7245-0103-1